# Saint-Julien-en-St-Alban
Saint-Julien-en-St-Alban – miejscowość i gmina we Francji, w regionie Owernia-Rodan-Alpy, w departamencie Ardèche. Nazwa miejscowości pochodzi od imienia św. Albana.
Według danych na rok 1990 gminę zamieszkiwały 924 osoby, a gęstość zaludnienia wynosiła 89 osób/km² (wśród 2880 gmin regionu Rodan-Alpy Saint-Julien-en-St-Alban plasuje się na 823. miejscu pod względem liczby ludności, natomiast pod względem powierzchni na miejscu 1094.).

## Populacja

Populacja Saint-Julien-en-St-Alban w latach 1962-2008

## Galeria

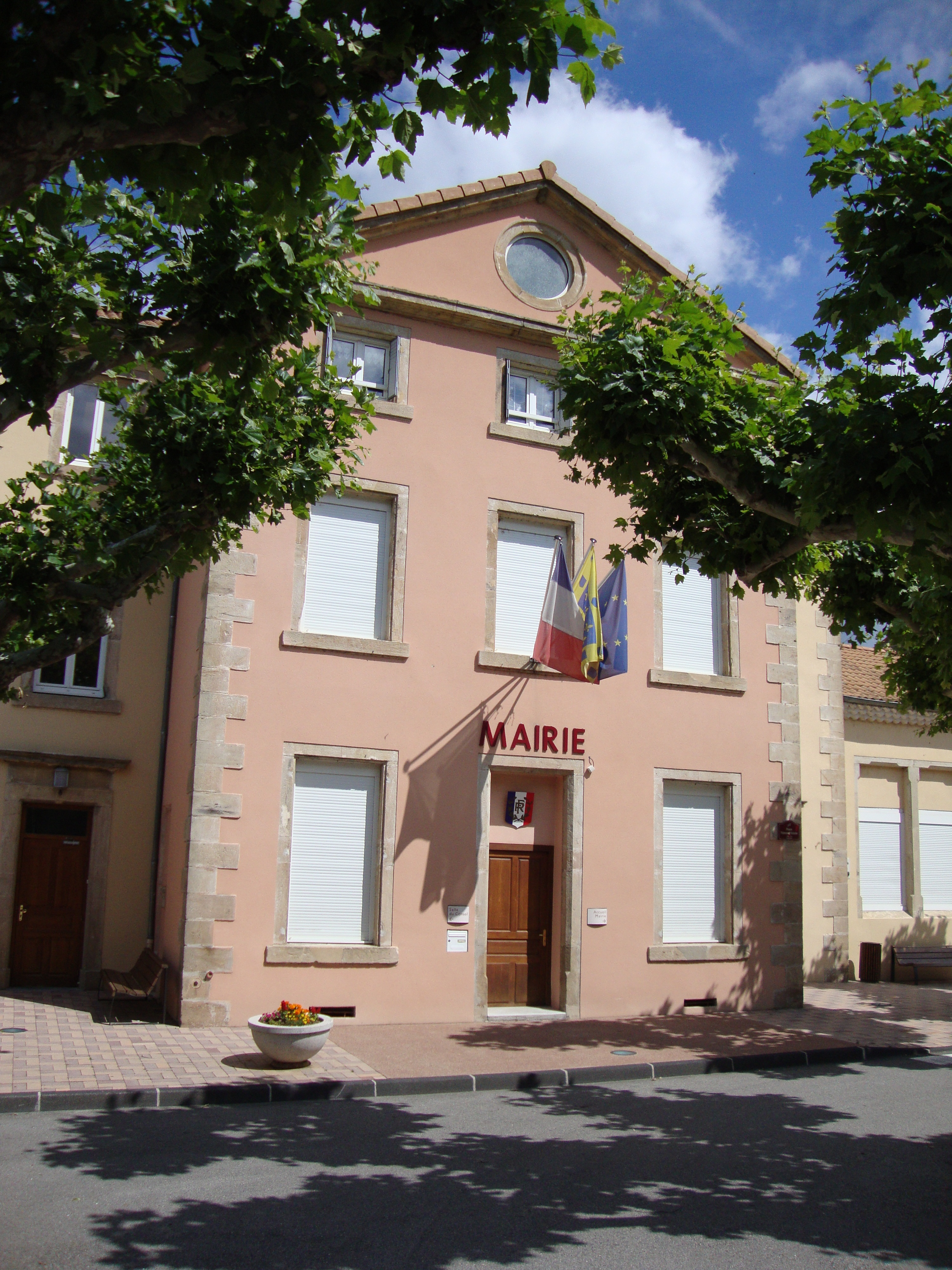
Merostwo (2010)
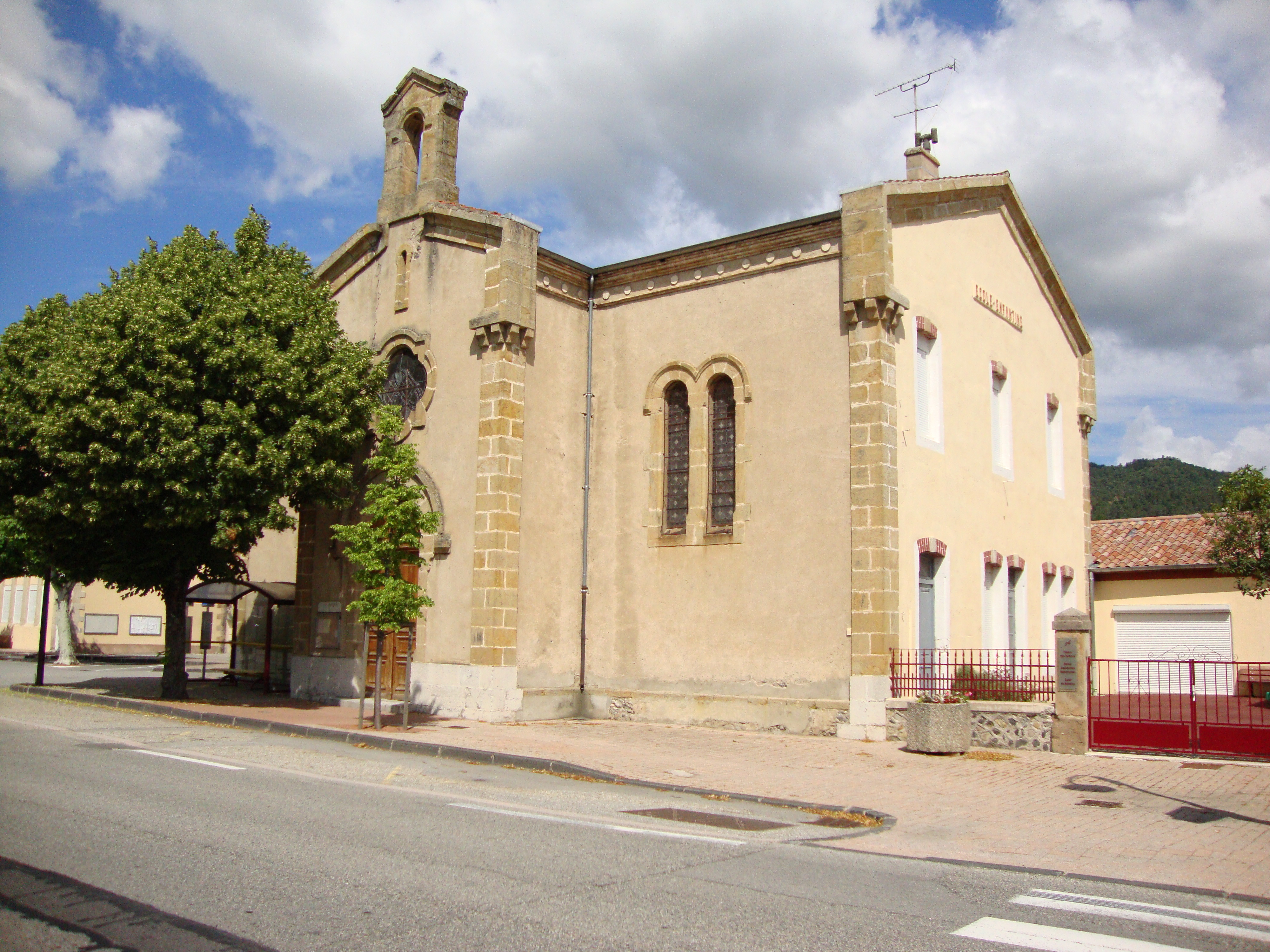
Szkoła (2010)
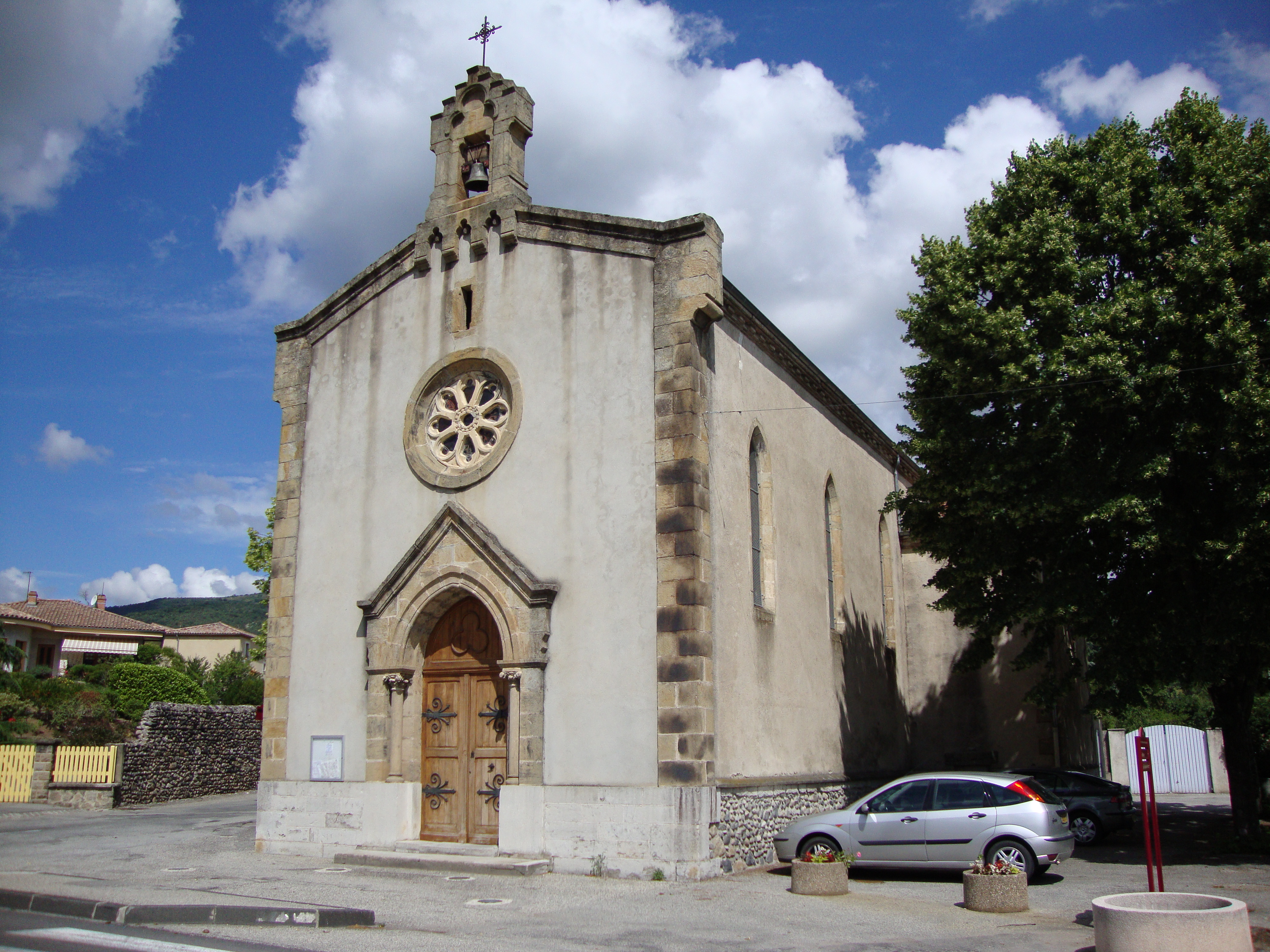
Kościół (2010)